# Пилкин, Алексей Константинович
Алексе́й Константи́нович Пи́лкин (7 марта 1881 — 14 марта 1960, Ницца) — русский морской офицер, капитан 2-го ранга.
Родился в семье морского офицера. 29 июля 1902 года окончил Морской кадетский корпус восемнадцатым по списку с присвоением чина мичмана. В том же году награждён итальянским орденом Короны кавалерского креста. В 1903—1904 годах командует эскадренным миноносцем «Смелый». Участвовал в обороне Порт-Артура. За отличие в русско-японской войне награждён 21 апреля 1904 года орденом Св. Станислава 3-й степени с мечами и бантом, 11 октября того же года орденом Св. Анны 4-й степени с надписью «За храбрость», 12 декабря 1905 года орденом Св. Анны 3-й степени с мечами и бантом, 19 марта 1907 года орденом Св. Владимира 4-й степени с мечами и бантом. В 1906 году награждён серебряной медалью «В память русско-японской войны 1904—1905 гг.». Также, 2 апреля 1907 года, награждён золотой саблей с надписью «За храбрость».
После окончания военных действий и возвращения на родину служил с 12 сентября 1905 года по 12 мая 1907 года в должности вахтенного начальника учебного судна «Герцог Эдинбургский», а затем в 1907—1909 годах в должности старшего штурманского офицера посыльного судна «Алмаз» участвовал во внутренних и заграничных плаваниях. С 11 марта 1909 года по 14 августа 1910 года в должности старшего штурманского офицера транспорта «Таймыр» участвовал в его постройке, испытаниях и переходе на Дальний Восток. В 1910 году получил право на ношение золотого знака в память окончания полного курса наук Морского кадетского корпуса. После возвращения на Балтику c 23 ноября в должности старшего штурманского офицера служил на броненосном крейсере «Россия». В 1912 году Пилкин был произведен в чин старшего лейтенанта и 14 октября 1913 года назначен помощником старшего офицера крейсера «Россия». В том же году награждён светло-бронзовой медалью «В память 300-летия царствования дома Романовых».

«Старшим штурманом был лейтенант Пилкин Алексей Константинович. Это был настоящий барин в лучшем понимании. Выдержанный, немелочной; на вахте всегда стоял с подзорной трубой в руке»— Из воспоминаний А. П. Белоброва
После начала Первой мировой войны Пилкин был назначен исправляющим должность старшего офицера крейсера «Россия», а 6 декабря 1914 года был произведен в чин капитана 2-го ранга с утверждением в занимаемой должности; участвовал в боевых действиях, в том числе в минной постановке у берегов Германии 1 января 1915 года.
В 1915 году Алексей Константинович был награждён светло-бронзовой медалью «В память 200-летия Гангутского сражения». 1 июня того же года назначен командиром эскадренного миноносца «Москвитянин». 29 июня 1915 года награждён орденом Св. Станислава 2-й степени с мечами. 23 ноября того же года награждён орденом Св. Анны 2-й степени с мечами. В 1916—1917 годах командовал эскадренным миноносцем «Новик» и участвовал в Моонзундском сражении.

«Во время этих боев молодой командир „Новика“ капитан 2 ранга А. К. Пилкин вел себя так, что его предшественник, М. А. Беренс, мог быть вполне спокоен за боевую честь любимого корабля. Своей выдержкой и присутствием духа А. К. Пилкин невольно подчинял себе весь миноносец. Легко ориентируясь в обстановке, он как бы ловил маневры противника и противопоставлял им должные меры. Его советы сильно помогали адмиралу в руководстве боем»— Из воспоминаний Г. К. Графа
В 1918 году участвовал в Ледовом походе Балтийского флота. Эмигрировал в Америку по окончании Гражданской войны.